# Lysasterias lactea
Lysasterias lactea är en sjöstjärneart som först beskrevs av Ludwig 1903.  Lysasterias lactea ingår i släktet Lysasterias och familjen trollsjöstjärnor. Inga underarter finns listade i Catalogue of Life.